# Beklemisxi
Beklemisxi (en rus: Беклемищи) és un poble de l'óblast d'Ivànovo, a Rússia, que en el cens del 2010 tenia 234 habitants.